# Bella Ahmadulina
Bella (Izabella) Ahatovna Ahmadulina (rusă Белла Ахатовна Ахмаду́лина)  (n. 10 aprilie 1937, Moscova, URSS – d. 29 noiembrie 2010, Peredelkino, Moscova, Rusia) a fost o poetă rusă. Poetul Iosif Brodski o considera cel mai mare poet rus în viață.

## Biografie
Unica fiică a unui tată de origine tătară și a unei mame italo-rusoaice, Bella Ahmadulina și-a început cariera literară încă de când era elevă prin colaborarea la ziarul "Metrostroevets", perioadă în care și-a dezvoltat talentul liric participând la cercul organizat de poetul Evgheni Vinokurov.
În 1960 este absolventă a Institutului de Literatură "Maksim Gorki".
În 1954 se căsătorește cu poetul Evgheni Evtușenko, iar în 1960 cu scriitorul Iuri Naghibin. Al treilea soț a fost artistul Boris Messerer.

## Opera
- 1962: Strune ("Струна");
- 1963: Genealogia mea
- 1968: Febră ("Озноб")
- 1969: Ore de muzică ("Уроки музыки")
- 1975: Poezii ("Стихи")
- 1977: Viforul ("Метель")
- 1977: Făclia ("Свеча")
- 1979: Vis gruzin ("Сны о Грузии")

## Distincții și recompense
Pentru activitatea sa, în 1977, Bella Ahmadulina a fost distinsă cu:
- 1989: Premiul de Stat al URSS;
- 1992: "Nosside";
- 1994: Premiul "Pușkin";
- 2004: Premiul de Stat al Federației Ruse.

În 1977, devine membru al Academiei Americane de Arte și Litere.